# Isoglossa gracillima
Isoglossa gracillima är en akantusväxtart som beskrevs av John Gilbert Baker. Isoglossa gracillima ingår i släktet Isoglossa och familjen akantusväxter. Inga underarter finns listade i Catalogue of Life.